# Công viên Youngin Daejanggeum
Yongin Daejanggeum Park (tiếng Hàn: 용인 대장금 파크; 'Yongin Dae Jang Geum Park'), trước đây được gọi là MBC Dramia (tiếng Hàn: MBC 드라미아), là một phim trường ngoài thuộc sở hữu của Munhwa Broadcasting Corporation(MBC) ở thành phố Yongin, tỉnh Gyeonggi, Hàn Quốc.

## Mô tả
Được xây dựng vào năm 2005, công viên có tổng diện tích 2.500.000m2, thực tế các phim trường chiếm 165.000 m2. Khu phức hợp có các phim trường mang phong cách từ các tòa nhà từ thời Tam Quốc, Cao Ly và Joseon, hoạt động như một trung tâm du lịch cho Làn sóng Hàn Quốc.  Tên ban đầu của nó là MBC Dramia ,được tạo ra từ các từ drama và utopia. Các bộ phim truyền hình lịch sử như Mặt trăng ôm mặt trời, Dong Yi và Queen Seondeok  đã được quay ở đó.
Công viên được mở cửa cho khách du lịch vào ngày 21 tháng 6 năm 2011. Vào năm 2015, nó được đổi tên thành Yongin Daejanggeum Park, dựa trên nhân vật chính của bộ phim dã sử năm 2003 của MBC: Nàng Dae Jang Geum vì lý do quảng cáo. 

## Loạt phim được quay tại Công viên Yongin Daejanggeum
- Sin Don (2005)
- Truyền thuyết Jumong (2006)
- Lee San, Triều đại Chosun (2007)
- Queen Seondeok (2009)
- Dong Yi (2010)
- Cặp đồng hành (2011)
- Tướng quân Gye Baek (2011)
- Mặt trăng ôm mặt trời (2012)
- Thiên mệnh hoàng đế (2012)
- Dr. Jin (2012)
- Arang Sử đạo truyện (2012)
- The King's Doctor (2012)
- Hur Jun chính truyện (2013)
- Cửu Gia Thư (2013)
- Nữ thần lửa (2013)
- The king's daughter, Soo Baek-hyang (2013)
- Empress Ki (2014)
- Bộ ba (2014)
- Người gác đêm (2014)
- Lời nguyền định mệnh (2015)
- Bức họa vương quyền (2015)
- Thư sinh bóng đêm (2015)
- Jang Yeong-sil (2016)
- Hoa trong ngục (2016)
- Giai thoại về Hong Gil Dong (2017)
- Mặt nạ quân chủ (2017)
- Khi nhà vua yêu (2017)
- Quân Vương Giả Mạo (2019)
- Haechi (2019)
- Vô tình tìm thấy Haru (2019)
- Rookie Historian Goo Hae-ryung (2019)
- My Country: The New Age (2019)
- Chàng hậu (2020)

## Video nhạc
- Stray Kids - "Double Knot" (2020)
- Agust D (BTS) - "Daechwita" (2020)
- ONEUS - "가자 (LIT) (Taekwondo Ver.) (2021)
- GHOST9 - "Seoul" (2021)
- KINGDOM - "승천 (Ascension)" (2022)

## Hình ảnh

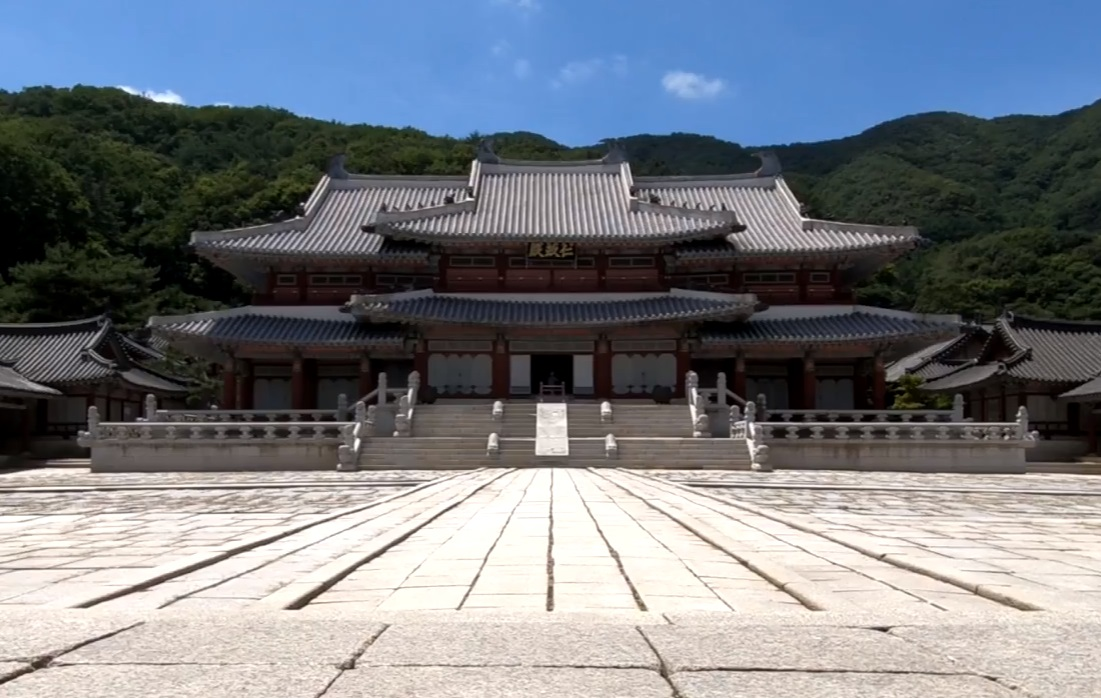
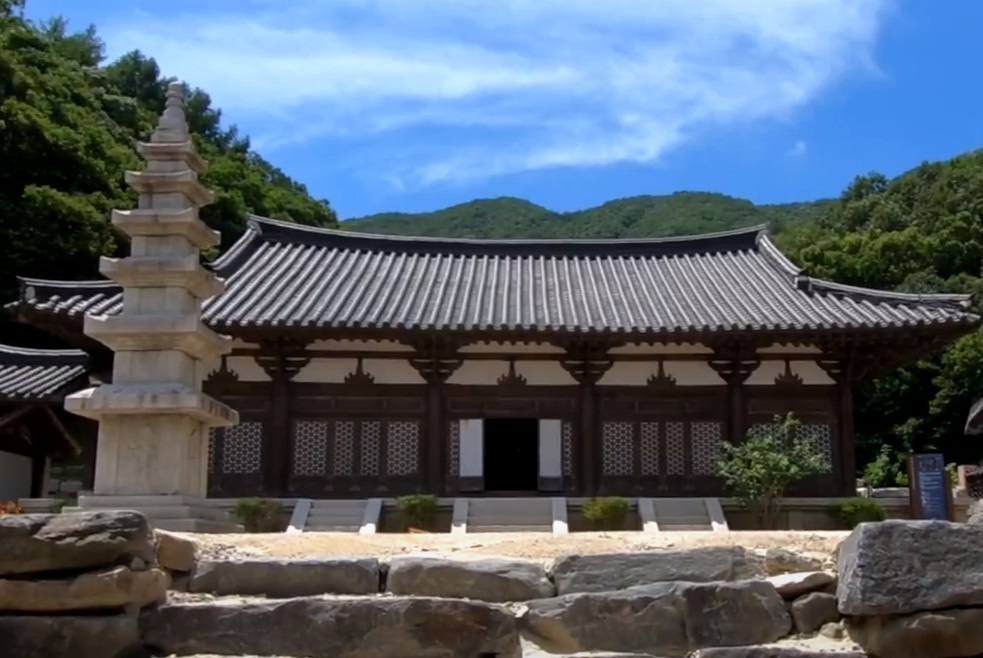
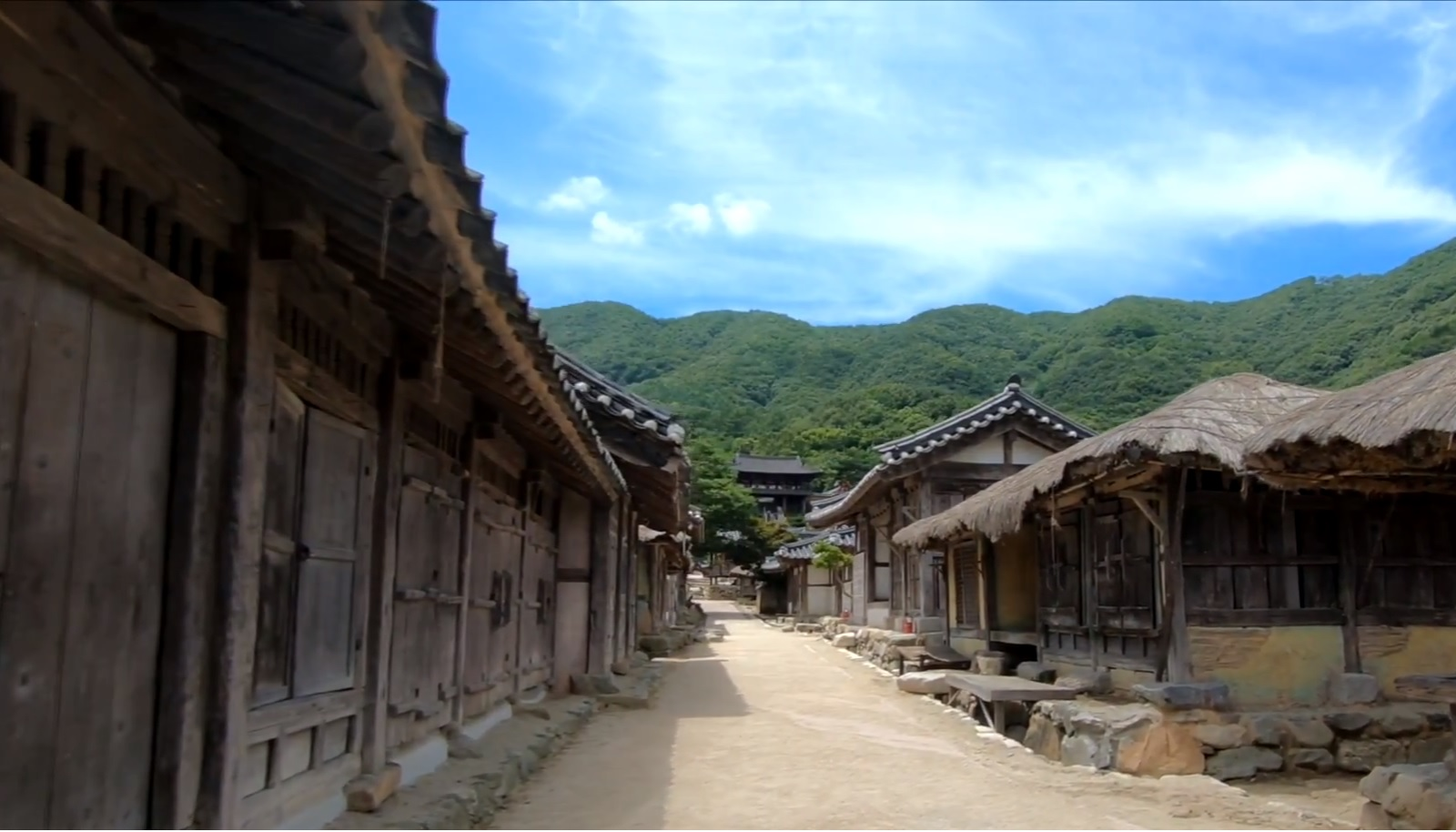
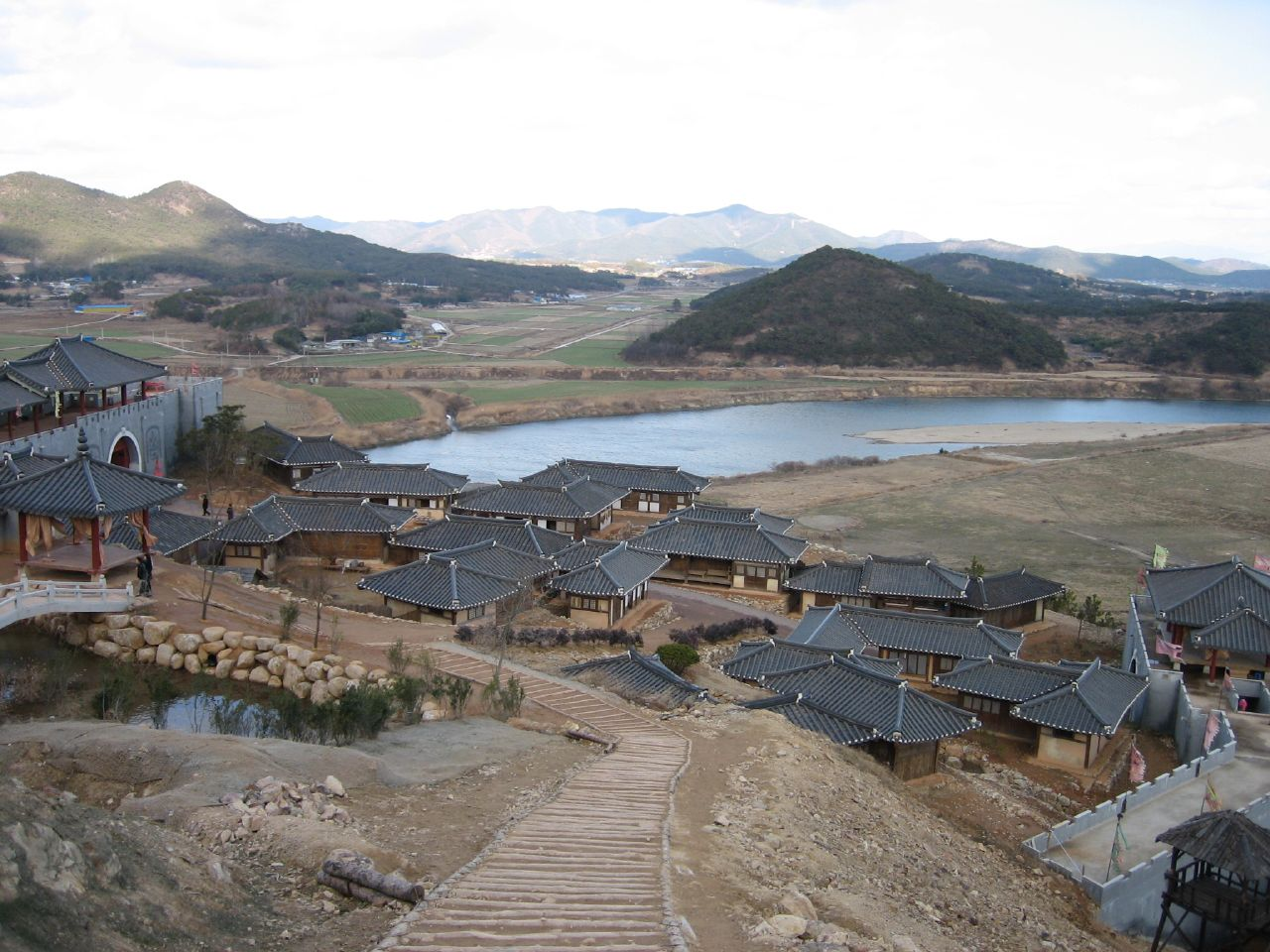
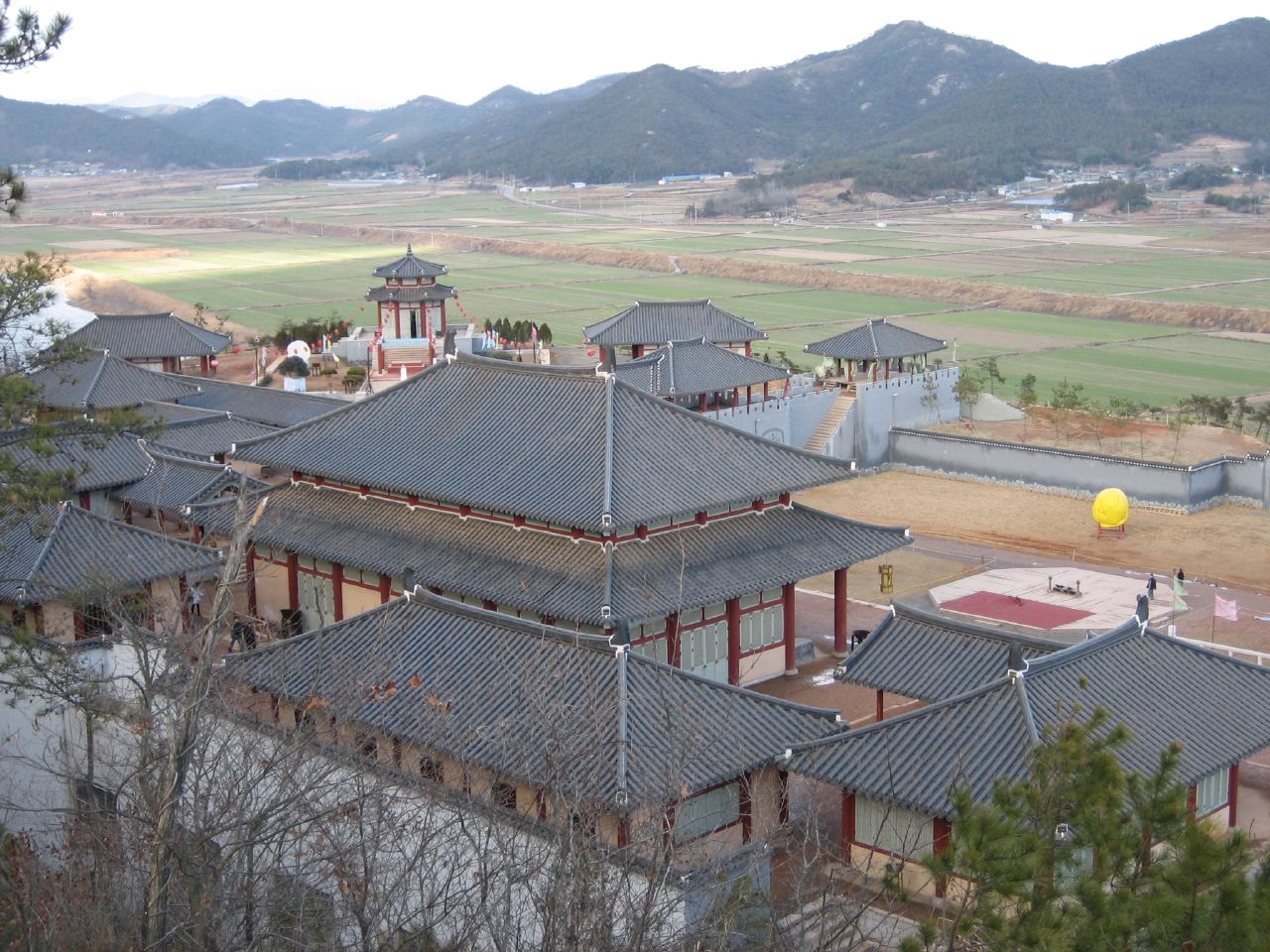
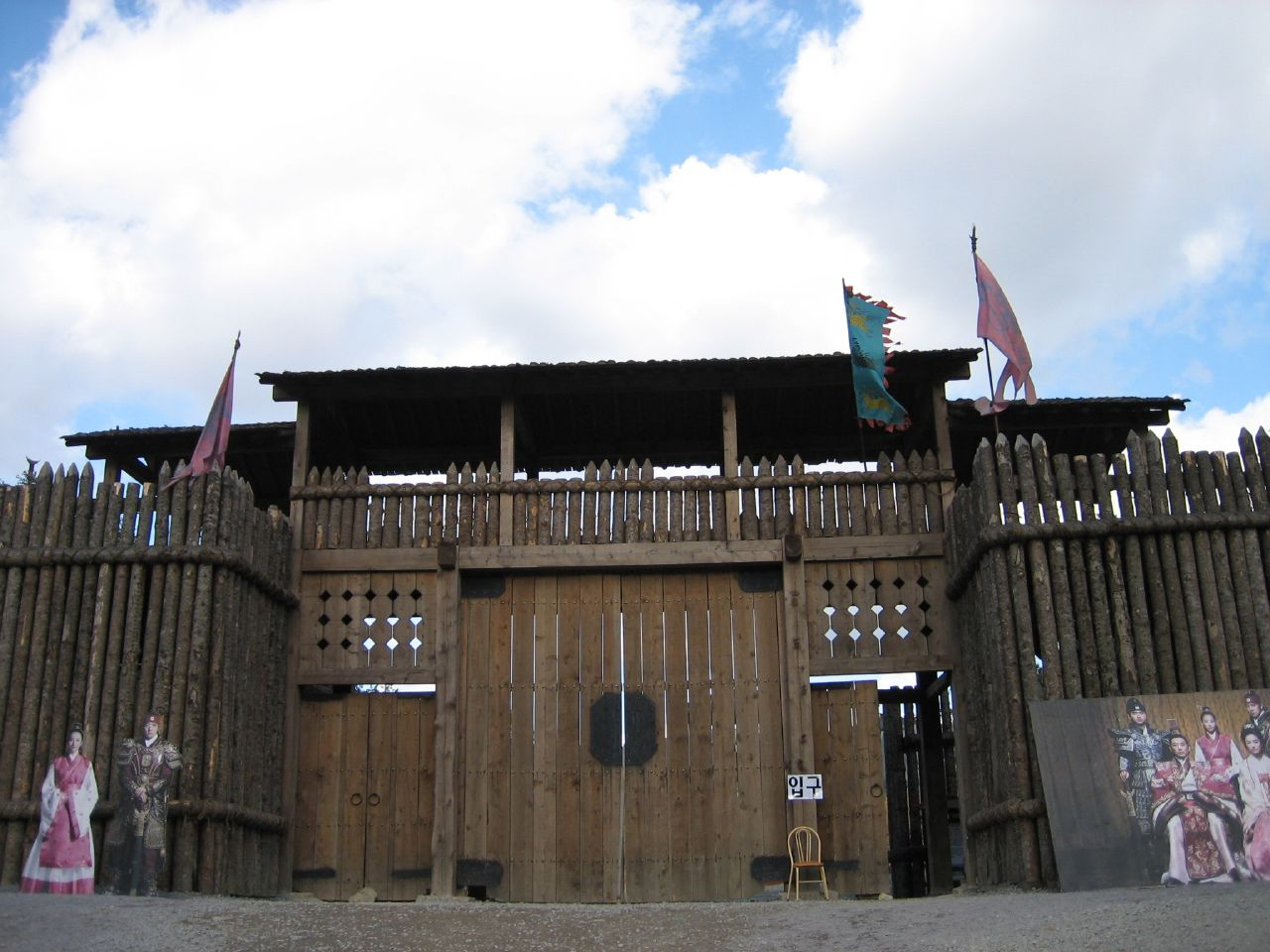
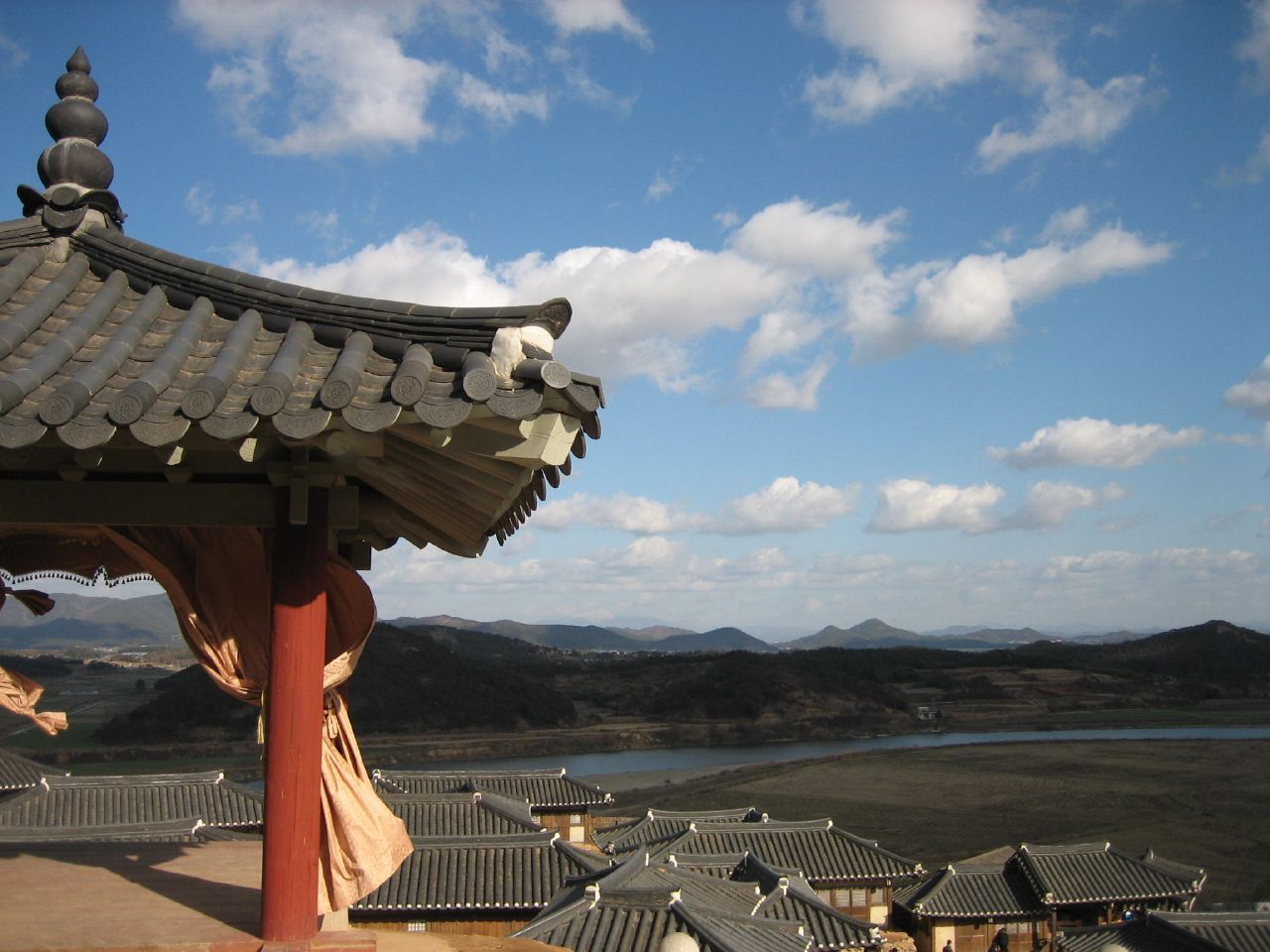
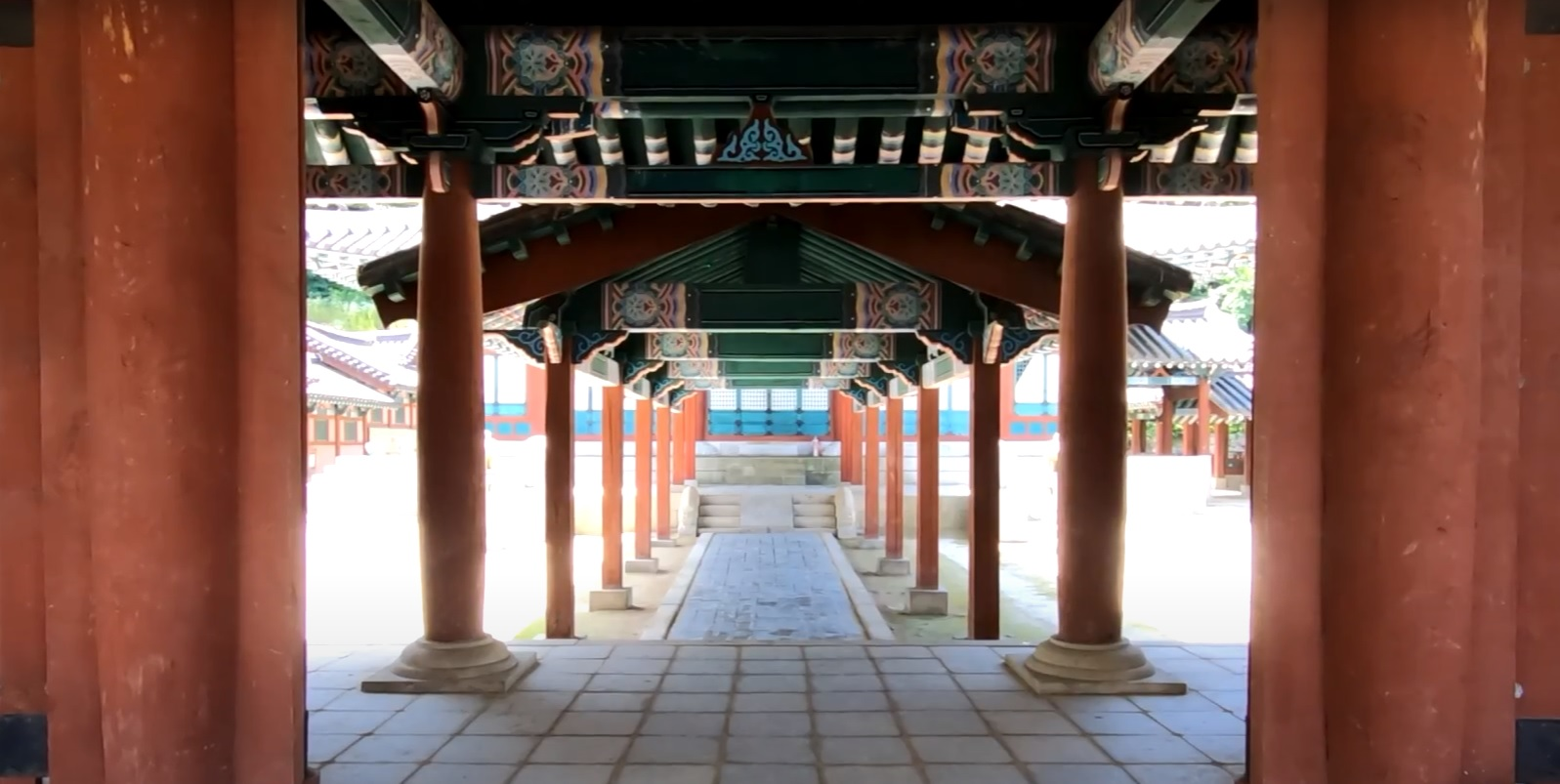
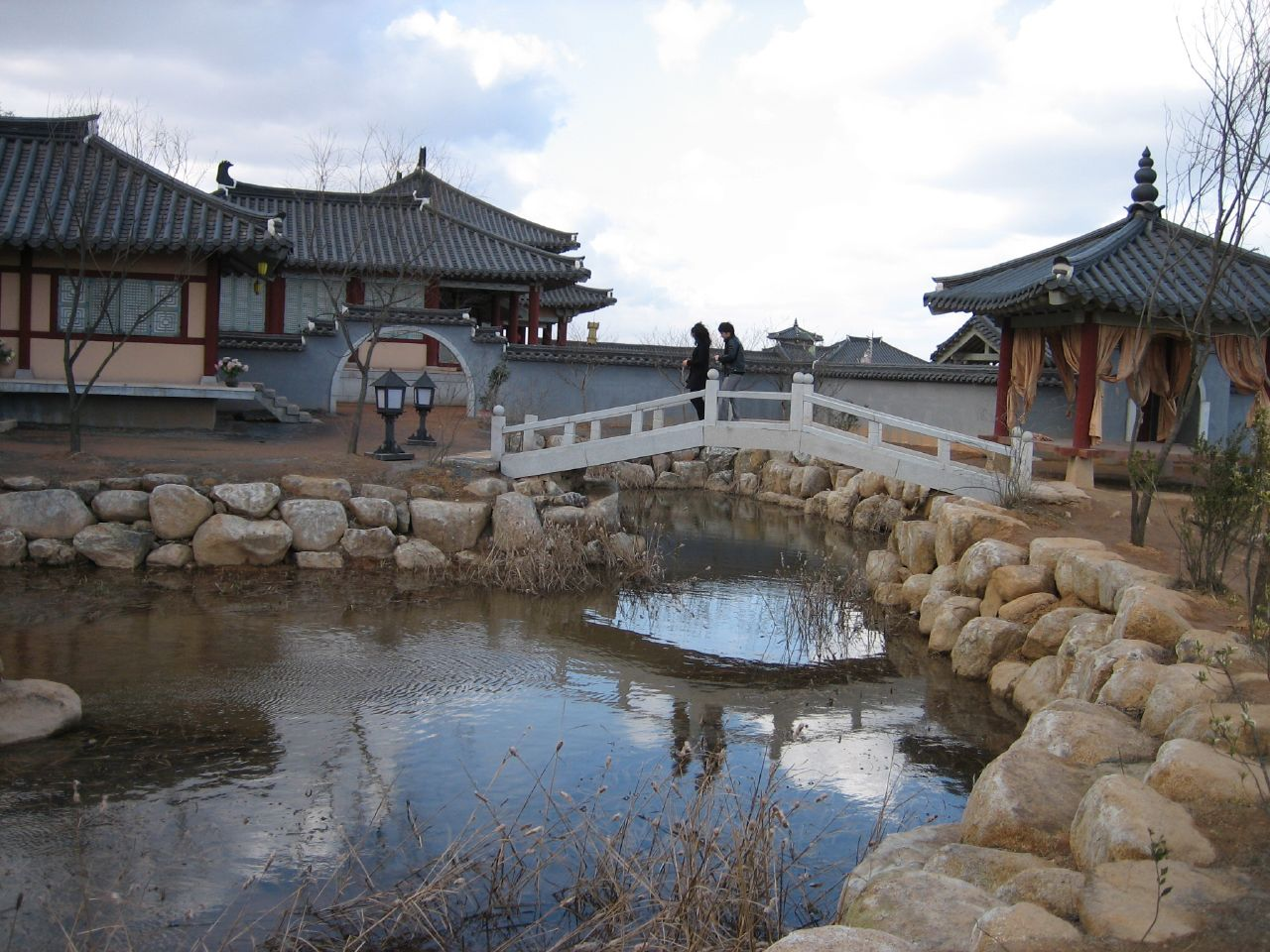